# Tumulus van Karakuş
De Tumulus van Karakuş is een grafheuvel in het oosten van Turkije (provincie Adıyaman). Het gaat om een koninklijk graf uit de eerste eeuw v.Chr., opgetrokken in opdracht van koning Mithridates II van Commagene voor enkele van zijn familieleden. Dezen konden worden geïdentificeerd aan de hand van een Griekse inscriptie. Het graf werd al in de oudheid geplunderd. Opvallend is een kolom bekroond met een adelaar.